# 阮德平
阮德平（1927年—2019年），越南共产党保守派理论家。曾任越共中央政治局委员、越共中央理论委员会主席、胡志明国家政治学院院长（1982—2001）。第五届、第六届、第七届、第八届中央委员（1982—2001）。

## 生平
1927年9月9日生于河静省洪灵镇中良区德兴村。
1945年至1949年在河静省工作。
1950年至1954年历任跨区宣传四部研究专员； 中老战役期间任第四届跨区前线补给委员会前线宣传部部长。
1959年至1975年：讲师，阮爱国高级党校哲学系副主任。
1984年，他被越南政府授予哲学教授。
1991年任越共中央政治局委员，第七届。
1996年6月连任第八届政治局委员，任越共中央书记处书记、中央理论委员会主席、胡志明政治学院院长。
他自2008年1月起退休。
阮德平于2019年1月31日0时44分因年老体弱、重病去世，享年92岁。

## 人物事件
2006年2月2日，越共公布《十大政治报告草案》，讨论热烈空前。此次大讨论形成了尖锐的争锋。阮德平反对这份草案，遭到了普遍的反对浪潮。越共十大之后，党员自此可以自由从事私营经济，工商业者也可以入党。